# Didier Seeuws
Didier Seeuws (* 1. August 1965 in Gent) ist ein belgischer Diplomat. Er war unter anderem Stellvertretender Ständiger Vertreter des Landes bei der EU. Von 2013 bis 2014 übernahm er die Leitung des Kabinetts des ersten ständigen Präsidenten des Europäischen Rates Herman Van Rompuys. Aktuell ist er Direktor des Ressorts Verkehr, Telekommunikation und Energie des Rates der Europäischen Union.

## Leben
Didier Seeuws studierte Europäisches Recht und Diplomatie. 1991 trat er in das diplomatische Corps ein. Von Juli 1991 bis Juli 1995 war er Attaché in der belgischen Botschaft in Washington sowie von August 1995 bis Juli 1998 Attaché des belgischen Außenhandelsministers. Daraufhin arbeitete Seeuws von August 2002 bis Juli 2003 als Sprecher für das Ministerium für auswärtige Angelegenheiten und anschließend bis Juli 2007 als Sprecher für den belgischen Premierminister Guy Verhofstadt. Von August 2007 bis Ende 2012 wurde er zum stellvertretenden Ständigen Vertreter Belgiens bei der EU ernannt. Vom Herbst 2012 bis zum 30. November 2014 leitete Seeuws als Nachfolger von Frans van Daele das Kabinett des ersten Präsidenten des Europäischen Rates, Herman Van Rompuy.
Nach dem Referendum über den Verbleib des Vereinigten Königreichs in der Europäischen Union am 23. Juni 2016 (51,9 Prozent der Abstimmenden votierten für einen Brexit) soll Seeuws im Auftrag der Regierungen der EU-Mitgliedsstaaten die Austrittsverhandlungen mit dem Vereinigten Königreich führen. Für die EU-Kommission soll Michel Barnier die Austrittsverhandlungen führen, das Europäische Parlament ernannte Guy Verhofstadt zum Chefunterhändler.